# Strada statale 170 dir/B di Castel del Monte
La ex strada statale 170 dir/B di Castel del Monte (SS 170 dir/B), ora strada provinciale 8 di Castel del Monte (SP 8) in provincia di Barletta-Andria-Trani, è una strada provinciale italiana che conduce a Castel del Monte.
Si tratta della "diramazione B" della strada statale 170 dir/A di Castel del Monte, che sale fino al piazzale antistante lo storico castello svevo.
In seguito al decreto legislativo n. 112 del 1998, attuato nel 2001, la gestione è passata dall'ANAS alla Regione Puglia, che ha provveduto al trasferimento dell'infrastruttura al demanio della Provincia di Bari che l'ha classificata strada provinciale 234 bis di Castel del Monte (SP 234 bis). Con l'istituzione della Provincia di Barletta-Andria-Trani ed il trasferimento dell'arteria al suo demanio, dal 1º giugno 2010 la provincia gestisce operativamente l'intero tracciato.